# Вашингтон, Дензел
Де́нзел Хэйс Ва́шингтон-мл. (англ. Denzel Hayes Washington, Jr.; род. 28 декабря 1954, Маунт-Вернон) — американский актёр, продюсер и режиссёр. Известного своими ролями на сцене и на экране, Дензела Вашингтона именуют актёром, изменившим «концепцию классической кинозвезды», который «ассоциируется с персонажами, определяемыми их изяществом, достоинством, человечностью и внутренней силой». Вашингтон также славится сотрудничеством с режиссёрами Спайком Ли, Антуаном Фукуа и Тони Скоттом. За свою более чем сорокалетнюю карьеру заслужил многочисленные награды, включая премию «Тони», две премии «Оскар», премию Гильдии киноактёров США, три премии «Золотой глобус» и два «Серебряных медведя». В 2016 году был удостоен почётной награды Сесиля Б. Де Милля, а в 2020 году издание The New York Times провозгласило Вашингтона величайшим актёром XXI века. В 2025 году награждён Президентской медалью свободы.
Вашингтон, вместе с Лоренсом Оливье, Полом Ньюманом, Майклом Кейном и Джеком Николсоном — один из пяти актёров, номинированных на награду Американской киноакадемии в пяти разных десятилетиях.

## Жизнь и актёрская карьера

### Ранние годы и образование
Дензел Хейс Вашингтон-младший родился 28 декабря 1954 года в городе Маунт-Вернон, штат Нью-Йорк, США. Мальчика назвали в честь отца-священника. Дензел был средним из троих детей в семье, его мать Леннис (Линн) (урожденная Лоу, род. в 1924 году) была родом из Джорджии. Она работала в салоне красоты, и в юности он, будучи там подмастерьем, помогал матери. Его отец, Дензел Хейс Вашингтон старший (1909—1991), был уроженцем округа Бакингхем, штат Виргиния, рукоположенным священником (Пятидесятники) и сотрудником Департамента водоснабжения города Нью-Йорка, который также работал в местном универмаге S. Klein.
После школы поступил в Фордхемский университет в Нью-Йорке, где сначала изучал медицину, потом биологию, затем увлёкся журналистикой и, наконец, заинтересовался театром, окончил в 1977 году со степенью бакалавра журналистики. Затем Вашингтон поступил в Американскую консерваторию в Сан-Франциско. Через год он переехал в Нью-Йорк, начал сниматься в телевизионных фильмах и прекратил обучение в консерватории. В 2024 году актёра рукоположили в священники, 69-летняя звезда принял крещение и получил лицензию духовного лица.

### Актёрская карьера
Свою актёрскую карьеру Дензел Вашингтон начал в театре, выступая в Офф-Бродвейских постановках. В 1977 году Вашингтон получил небольшую роль в своём первом фильме — спортивной драме «Вильма». На съёмках этого фильма он познакомился со своей будущей женой Паулеттой Пирсон. В 1981 году снялся в комедии «Точная копия», где сыграл одну из главных ролей. Первую известность среди американских зрителей получил после роли в медицинском драматическом телесериале NBC «Сент-Элсвер» (1982—1988). В числе других ранних работ Вашингтона — драмы «История солдата» Нормана Джуисона (1984) и «Клич свободы» Ричарда Аттенборо (1987); за роль в последнем Вашингтон номинировался на премию «Оскар» за роль второго плана. За роль же рядового Силаса Трипа в драме о Гражданской войне в США «Слава» Эдварда Цвика (1989) Вашингтон получил свой первый «Оскар» в категории «Лучший актёр второго плана».

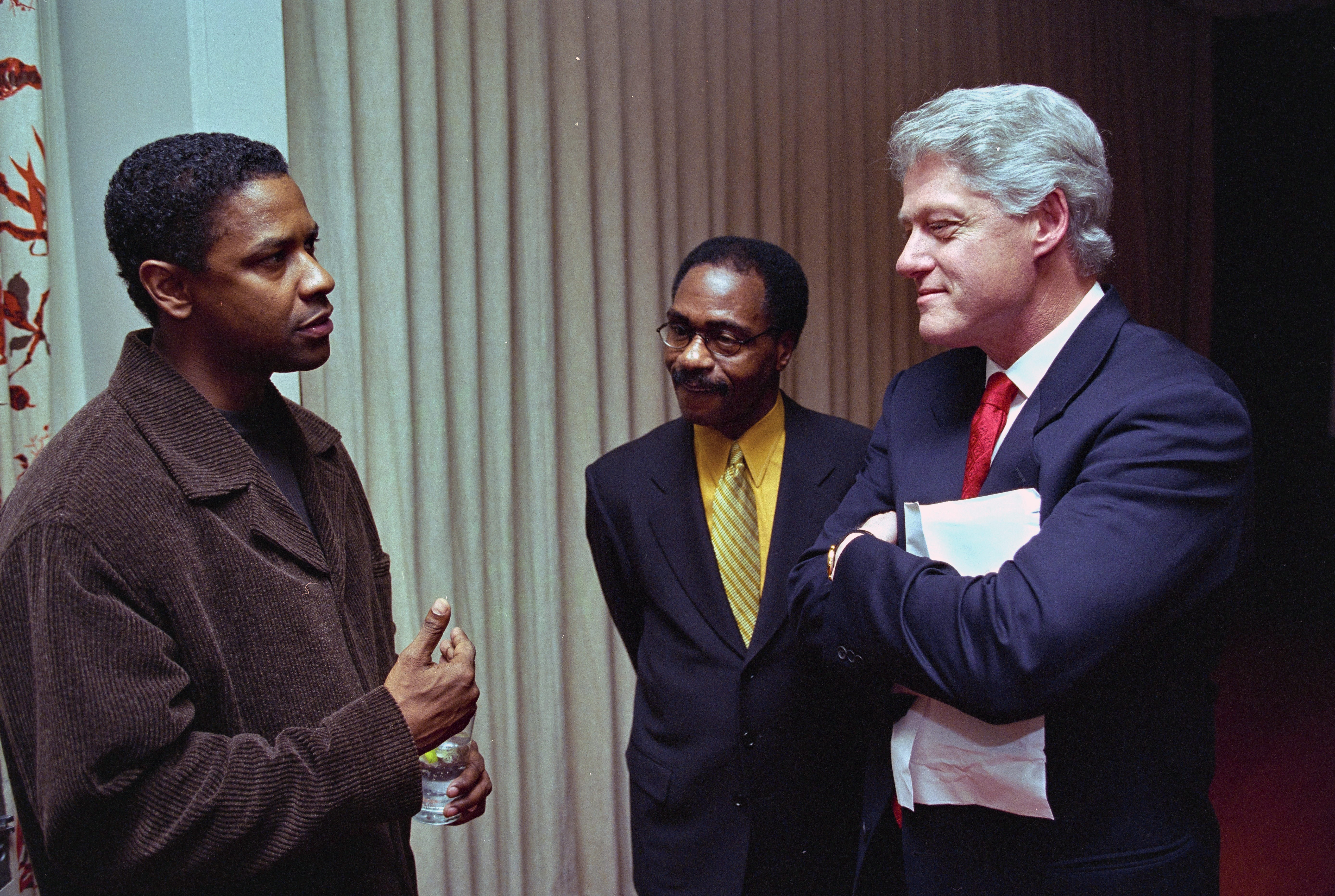
Дензел Вашингтон и Билл Клинтон в семейном театре Белого дома, 1999 год

На протяжении 1990-х годов Вашингтон зарекомендовал себя как один из ведущих актёров своего времени, появившись в таких стилистически и в общем разнообразных фильмах как биографический эпик «Малькольм Икс» режиссёра Спайка Ли (1992) (за эту роль он был вновь номинирован на «Оскар», а позднее он также сыграл в других фильмах Ли — «Блюз о лучшей жизни», «Его игра» и «Не пойман — не вор»), адаптация режиссёра и актёра Кеннета Браны шекспировской комедии «Много шума из ничего» (1993), юридические драмы Алана Пакулы «Дело о пеликанах» (1993) и «Филадельфия» Джонатана Демми (1993) с Томом Хэнксом и Антонио Бандерасом (Вашингтон сыграл роль адвоката-гомофоба, меняющего свои взгляды на права ЛГБТ-сообщества), а также биографическая спортивная драма Нормана Джуисона «Ураган» (1999).
В 2000 году Вашингтон получил премию «Золотой глобус» и приз за лучшую мужскую роль 50-го Берлинского кинофестиваля за роль боксёра в фильме-биографии «Ураган».
В 2000 году Вашингтон сыграл футбольного тренера Германа Буна в ленте «Вспоминая титанов». В 2001 году вышел криминальный триллер «Тренировочный день», в котором актёр в первый раз за свою карьеру сыграл отрицательного персонажа — коррумпированного детектива Алонзо Харриса и получил за него «Оскар» в категории «Лучший актёр».
Позднее Вашингтон продолжил играть разноплановых персонажей, среди которых — поэт и профессор Мелвин Б. Толсон в «Больших спорщиках» (2007), наркобарон и криминальный авторитет Фрэнк Лукас в «Гангстере» (2007) и пилот с алкоголизмом в «Экипаже» (2012).
Также, в 2010 году Дензел Вашингтон был удостоен премии «Тони» в категории «Лучший актёр в пьесе» за участие в бродвейской постановке пьесы Огаста Уилсона «Ограды». Вашингтон позже выступил режиссёром, продюсером и ведущим актёром одноимённой киноадаптации 2016 года, получившей четыре номинации на «Оскар», включая номинации в категориях «Лучший фильм» и «Лучший актёр» для Вашингтона. Эта роль также принесла ему награду Американской Гильдии киноактёров за лучшую мужскую роль. Он также выступил продюсером киноадаптации пьесы Огаста Уилсона «Ма Рейни: Мать Блюза» (2020).
Среди прочих театральных ролей Вашингтона — бродвейские возрождения пьес «Изюминка на солнце» Лоррейн Хэнсберри в 2014 году и «Продавец льда грядёт» Юджина О’Нила в 2018 году.

## Личная жизнь
С 1982 года Дензел Вашингтон женат на Паулетте Пирсон. У них четверо детей: сын Джон Дэвид (род. в 1984 году, игрок в американский футбол, ныне — актёр кино и телевидения), дочь Кэтрин (род. в 1988 году) и двойняшки Малкольм и Оливия (род. в 1991 году).
Вашингтон является набожным христианином, читает каждый день Библию, является прихожанином Церкви Бога во Христе. Рассматривал возможность стать проповедником. Он заявил в 1999 году: «Часть меня всё ещё говорит: „Может быть, Дензел, ты должен проповедовать“. У меня была возможность играть великих людей, а через их слова — проповедовать». В 1995 году он пожертвовал $ 2,5 млн на строительство Церкви Бога во Христе в Лос-Анджелесе. В интервью журналу GQ актёр рассказал о своём приходе к Христу и призвал читателей журнала «начинать свой день с молитвы».
В 2008 и 2012 году на президентских выборах в США поддержал Барака Обаму.
В 2008 году Вашингтон посетил Израиль с делегацией афроамериканских художников в честь 60-летия еврейского государства.
21 декабря 2024 года Дензел Вашингтон принял крещение в пятидесятнической церкви и в тот же день получил лицензию на проведение проповедей, что сделало его официальным служителем церкви.

## Актёрские работы
| Год  |   | Русское название             | Оригинальное название      | Роль                    |
| ---- | - | ---------------------------- | -------------------------- | ----------------------- |
| 1977 | ф | Вильма                       | Wilma                      | Роберт Элдридж в 18 лет |
| 1979 | ф | Плоть и кровь                | Flesh & Blood              | Кирк                    |
| 1979 | ф | Кориолан                     | Coriolanus                 | эпизодические роли      |
| 1981 | ф | Точная копия                 | Carbon Copy                | Роджер Портер           |
| 1984 | ф | История солдата              | A Soldier's Story          | Рядовой Питерсон        |
| 1986 | ф | Власть                       | Power                      | Арнольд Биллинг         |
| 1987 | ф | Клич свободы                 | Cry Freedom                | Стив Бико               |
| 1988 | ф | За королеву и страну         | For Queen And Country      | Рубен Джеймс            |
| 1989 | ф | Слава                        | Glory                      | Рядовой Трип            |
| 1989 | ф | Могучий Куинн                | The Mighty Quinn           | Хавьер Куинн            |
| 1990 | ф | Блюз о лучшей жизни          | Mo' Better Blues           | Блик Джильям            |
| 1990 | ф | Состояние сердца             | Heart Condition            | Наполеон Стоун          |
| 1991 | ф | Миссисипская масала          | Mississippi Masala         | Деметриус               |
| 1991 | ф | Рикошет                      | Ricochet                   | Ник Стайлз              |
| 1992 | ф | Малкольм Икс                 | Malcolm X                  | Малколм Икс             |
| 1993 | ф | Филадельфия                  | Philadelphia               | Джо Миллер              |
| 1993 | ф | Дело о пеликанах             | The Pelican Brief          | Грей Грэнтэм            |
| 1993 | ф | Много шума из ничего         | Much Ado About Nothing     | Дон Педро Арагонский    |
| 1995 | ф | Багровый прилив              | Crimson Tide               | Рон Хантер              |
| 1995 | ф | Дьявол в голубом платье      | Devil In Blue Dress        | Изи Роулинс             |
| 1995 | ф | Виртуозность                 | Virtuosity                 | Паркер Барнс            |
| 1996 | ф | Мужество в бою               | Courage Under Fire         | Натаниэль Серлинг       |
| 1996 | ф | Жена священника              | The Preacher's Wife        | Дадли                   |
| 1998 | ф | Падший                       | Fallen                     | Джон Хоббс              |
| 1998 | ф | Его игра                     | He Got Game                | Джейк Шаттлсворт        |
| 1998 | ф | Осада                        | The Siege                  | Энтони «Хаб» Хаббарт    |
| 1999 | ф | Ураган                       | The Hurricane              | Рубин Картер            |
| 1999 | ф | Власть страха                | The Bone Collector         | Линкольн Райм           |
| 2000 | ф | Вспоминая Титанов            | Remember the Titans        | Тренер Герман Бун       |
| 2001 | ф | Тренировочный день           | Training Day               | Алонзо Харрис           |
| 2002 | ф | Джон Кью                     | John Q                     | Джон Квинси Арчибальд   |
| 2002 | ф | История Антуана Фишера       | Antwone Fisher             | Джером Дэвенпорт        |
| 2003 | ф | Вне времени                  | Out of Time                | Мэтт Ли Уитлок          |
| 2004 | ф | Гнев                         | Man on Fire                | Джон Кризи              |
| 2004 | ф | Маньчжурский кандидат        | The Manchurian Candidate   | Беннетт Марко           |
| 2006 | ф | Дежа вю                      | Déjà Vu                    | Даг Карлин              |
| 2006 | ф | Не пойман — не вор           | Inside Man                 | Кит Фрейзер             |
| 2007 | ф | Большие спорщики             | The Great Debaters         | Мэлвин Толсон           |
| 2007 | ф | Гангстер                     | American Gangster          | Фрэнк Лукас             |
| 2009 | ф | Опасные пассажиры поезда 123 | The Taking of Pelham 1 2 3 | Уолтер Гарбер           |
| 2010 | ф | Книга Илая                   | The Book of Eli            | Илай                    |
| 2010 | ф | Неуправляемый                | Unstoppable                | Фрэнк Барнс             |
| 2012 | ф | Код доступа «Кейптаун»       | Safe House                 | Тобин Фрост             |
| 2012 | ф | Экипаж                       | Flight                     | Уип Вайтекер            |
| 2013 | ф | Два ствола                   | 2 Guns                     | Бобби                   |
| 2014 | ф | Великий уравнитель           | The Equalizer              | Роберт Макколл          |
| 2016 | ф | Великолепная семёрка         | The Magnificent Seven      | Сэм Чизем               |
| 2016 | ф | Ограды                       | Fences                     | Трой                    |
| 2017 | ф | Роман Израэл, Esq.           | Roman J. Israel, Esq.      | Роман Израэл            |
| 2018 | ф | Великий уравнитель 2         | The Equalizer 2            | Роберт Макколл          |
| 2021 | ф | Дьявол в деталях             | The Little Things          | Джо «Дик» Дикон         |
| 2021 | ф | Трагедия Макбета             | The Tragedy of Macbeth     | король Макбет           |
| 2023 | ф | Великий уравнитель 3         | The Equalizer 3            | Роберт Макколл          |
| 2024 | ф | Гладиатор 2                  | Gladiator 2                | Макрин                  |
| 2025 | ф | Рай и ад                     | Highest 2 Lowest           | Дэвид Кинг              |

### Режиссёрские работы
- 2002 — «История Антуана Фишера»
- 2007 — «Большие спорщики»
- 2016 — «Ограды»
- 2021 — «Дневник для Джордана»

### Продюсерские работы
- 1995 — «Хэнк Аарон: Догоняя мечту» (исполнительный продюсер)
- 2000 — «Жизнь и работа Гордона Паркса»
- 2002 — «История Антуана Фишера»
- 2009 — «Книга Илая»
- 2012 — «Код доступа „Кейптаун“» (исполнительный продюсер)
- 2016 — «Ограды»

## Награды и номинации
- Президентская медаль Свободы (1 июля 2022)[24]
- Президентская медаль Свободы (4 января 2025)[5]

| Награды и номинации            | Награды и номинации | Награды и номинации                 | Награды и номинации           | Награды и номинации |
| Награда                        | Год                 | Категория                           | Фильм/Постановка              | Результат           |
| ------------------------------ | ------------------- | ----------------------------------- | ----------------------------- | ------------------- |
| Оскар                          | 1988                | Лучшая мужская роль второго плана   | Клич свободы                  | Номинация           |
| Оскар                          | 1990                | Лучшая мужская роль второго плана   | Слава                         | Победа              |
| Оскар                          | 1993                | Лучшая мужская роль                 | Малкольм Икс                  | Номинация           |
| Оскар                          | 2000                | Лучшая мужская роль                 | Ураган                        | Номинация           |
| Оскар                          | 2002                | Лучшая мужская роль                 | Тренировочный день            | Победа              |
| Оскар                          | 2013                | Лучшая мужская роль                 | Экипаж                        | Номинация           |
| Оскар                          | 2017                | Лучшая мужская роль                 | Ограды                        | Номинация           |
| Оскар                          | 2017                | Лучший фильм                        | Ограды                        | Номинация           |
| Оскар                          | 2018                | Лучшая мужская роль                 | Роман Израэл, Esq.            | Номинация           |
| Оскар                          | 2022                | Лучшая мужская роль                 | Макбет                        | Номинация           |
| Золотой глобус                 | 1988                | Лучшая мужская роль в драме         | Клич свободы                  | Номинация           |
| Золотой глобус                 | 1990                | Лучшая мужская роль второго плана   | Слава                         | Победа              |
| Золотой глобус                 | 1993                | Лучшая мужская роль в драме         | Малкольм Икс                  | Номинация           |
| Золотой глобус                 | 2000                | Лучшая мужская роль в драме         | Ураган                        | Победа              |
| Золотой глобус                 | 2002                | Лучшая мужская роль в драме         | Тренировочный день            | Номинация           |
| Золотой глобус                 | 2008                | Лучшая мужская роль в драме         | Гангстер                      | Номинация           |
| Золотой глобус                 | 2013                | Лучшая мужская роль в драме         | Экипаж                        | Номинация           |
| Золотой глобус                 | 2017                | Лучшая мужская роль в драме         | Ограды                        | Номинация           |
| Золотой глобус                 | 2018                | Лучшая мужская роль в драме         | Роман Израэл, Esq.            | Номинация           |
| Золотой глобус                 | 2022                | Лучшая мужская роль в драме         | Макбет                        | Номинация           |
| Золотой глобус                 | 2025                | Лучшая мужская роль второго плана   | Гладиатор 2                   | Номинация           |
| Эмми                           | 1995                | Лучший информационный фильм         | Хэнк Аарон: Догоняя мечту     | Номинация           |
| Эмми                           | 2001                | Лучший документальный фильм         | Жизнь и работа Гордона Паркса | Номинация           |
| Премия Гильдии киноактёров США | 2000                | Лучшая мужская роль                 | Ураган                        | Номинация           |
| Премия Гильдии киноактёров США | 2002                | Лучшая мужская роль                 | Тренировочный день            | Номинация           |
| Премия Гильдии киноактёров США | 2009                | Лучший актёрский ансамбль           | Гангстер                      | Номинация           |
| Премия Гильдии киноактёров США | 2013                | Лучшая мужская роль                 | Экипаж                        | Номинация           |
| Премия Гильдии киноактёров США | 2017                | Лучшая мужская роль                 | Ограды                        | Победа              |
| Премия Гильдии киноактёров США | 2017                | Лучший актёрский ансамбль           | Ограды                        | Номинация           |
| Премия Гильдии киноактёров США | 2018                | Лучшая мужская роль                 | Роман Израэл, Esq.            | Номинация           |
| Премия Гильдии киноактёров США | 2022                | Лучшая мужская роль                 | Макбет                        | Номинация           |
| Тони                           | 2010                | Лучшая мужская роль в пьесе         | Ограды                        | Победа              |
| Тони                           | 2018                | Лучшая мужская роль в пьесе         | Продавец льда грядёт          | Номинация           |
| Грэмми                         | 1996                | Лучший разговорный альбом для детей | Джон Генри                    | Номинация           |